# Michel Richard
Michel Richard (/mɪˈʃɛlrɪˈʃɑrd/ mə-SHEL-' rə-SHARD-'; francês: [miʃɛl ʁiʃaʁ]; março de 1948 – 13 de agosto de 2016) foi um chef nascido na França, anteriormente o proprietário do restaurante Citrus, em Los Angeles. Ele  propriedade o restaurante Carmel e Central, em Las Vegas, Nevada, e Washington, D.C.